# Đurić (Mađarska)
Đurić (mađ. Bácsszentgyörgy, nje. Batsch Sankt Georg) je pogranično selo i općina u jugoistočnoj Mađarskoj.
Zauzima površinu od 14,73 km četvorna.

## Zemljopisni položaj
Nalazi se južno od Gare i istočno od Čatalije i Santova, na 45°58'20" sjeverne zemljopisne širine i 19°2'20" istočne zemljopisne dužine, u regiji Južni Alföld.

## Upravna organizacija
Upravno pripada Bajskoj mikroregiji u Bačko-kiškunskoj županiji. Poštanski broj je 6551.

## Stanovništvo
U Đuriću živi 207 stanovnika (2005.)
Stanovnici su Mađari. U selu je nekad bila i brojna zajednica Hrvata, koji su pripadali skupini Bunjevaca.

## Vanjske poveznice
- Đurić na fallingrain.com